# Revolutionäre Kommandoarmee
Die Revolutionäre Kommandoarmee (arabisch جيش مغاوير الثورة Dschaisch Maghawir ath-Thawra, DMG Ǧaiš Maġāwīr aṯ-Ṯaura), zuvor Neue Syrische Armee genannt, ist eine syrische Rebellengruppe, die aus Deserteuren der Syrischen Arabischen Armee und anderen Rebellen im Syrischen Bürgerkrieg entstand. Gegründet am 20. Mai 2015, bekämpfte sie den Islamischen Staat im südöstlichen Syrien. Sie wurde mit Hilfe der USA zu einem weiteren Mitglied in der Anti-IS-Kampagne. Im Dezember 2016 löste sich die Neue Syrische Armee auf und gründete sich unter dem Namen Revolutionäre Kommandoarmee neu. Zu den Verbündeten der Rebellengruppe gehören die Vereinigten Staaten, das Vereinigte Königreich, Norwegen und Jordanien.

## Geschichte

### Neue Syrische Armee
Die Neue Syrische Armee gründete sich am 20. Mai 2015 in al-Tanf, eingesetzt im südöstlichen Syrien, in der Wüste nahe Irak und Jordanien; ihre Kämpfer wurden in Jordanien trainiert. Kommandant der Armee ist Mohanad al-Talaa.

### Revolutionäre Kommandoarmee
Am 30. April 2017 startete die Revolutionskommandoarmee eine Offensive nach Ostsyrien, erreichte das Gouvernement Deir ez-Zor und eroberte das Dorf Humaymah. Zwei Tage später griffen die Rebellen mehrere Orte in der Region an und eroberten sie, darunter Tarwazeh al-Wa'er, Sereit al-Wa'er, die T3-Pumpstation, Me'izeileh und Tarwazeh al-Attshaneh. Am 26. Oktober 2019 kündigte die von den USA geführte Koalition an, dass die Revolutionäre Kommandoarmee 47 neue Rekruten aus einem neuen Grundausbildungsprogramm erhalten habe. Am 27. Dezember 2019 wurden mehrere Soldaten von Milizen des Iran in Al-Bukamal in Syrien durch einen Raketenangriff der Revolutionären Kommandoarmee im syrischen Badiyah getötet und verletzt.